# Janique L. Robillard
Janique L. Robillard (* 20. Jahrhundert) ist eine US-amerikanische Filmproduzentin, Filmregisseurin und Dokumentarfilmerin, die 2025 für einen Oscar nominiert ist.

## Biografie
Robillard besuchte die Syracuse University, das Maryland Institute College of Art, das sie mit dem Master of Fine Arts (MFA) abschloss, die FASTA San Carlos de Bariloche Argentina, wo sie Spanisch und Literatur belegte und 2010 dass Northwest Film Center, wo sie sich mit Super 8mm & Screenwriting und Filmmaking beschäftigte. Sie studierte dort bei Kelley Baker und Bushra Azzouz.
Der erste von Robillard produzierte Film war der Kurzfilm The Gift of Gravity, ein Coming-of-Age-Film über vier Highschool-Freunde, deren Leben sich ändert, nachdem sie jemanden einen Streich gespielt haben, der per Video festgehalten wurde und mehr zeigt, als sie geglaubt haben. Der Tanzfilm Move for Freedom von 2015 ist eine weitere Arbeit Robillards. Der Film ist inspiriert von den Tänzern von Kolkata Sanved, einer von Überlebenden geführten NGO mit Sitz im indischen Kalkutta, die Überlebende der sexuellen Sklaverei durch Tanz heilt und stärkt. Bei der zwei Jahre später entstandenen Fernsehkomödie #StrandedByVanity führte Robillard Regie, schrieb das Drehbuch, produzierte und schnitt den von ihr kreierten Film. Darin geht es um die ewig Zweitplatzierte Miss Sydney B in einem Schönheitswettbewerb.
Für den Kurz-Dokumentarfilm Death by Numbers von 2024 arbeitete Robillard mit Kim A. Snyder zusammen. Darin geht es um die Überlebende eines Amoklaufs an einer Schule und deren Kampf, ihr Leben zurückzugewinnen. Für und mit diesem Film ist Robillard gemeinsam mit der Regisseurin des Films Kim A. Snyder in der Kategorie „Bester Dokumentar-Kurzfilm“ für einen Oscar nominiert.
Robillards neuester Film ist der Dokumentarfilm The Librarians von 2025, in dem gezeigt wird, wie Bibliothekare gemeinsam gegen Buchverbote kämpfen und die geistige Freiheit an vorderster Front der Demokratie angesichts beispielloser Zensur in Texas, Florida und anderswo verteidigen.

## Filmografie (Auswahl)
- 2013: The Gift of Gravity (Kurzfilm; Produzentin)
- 2014: The Cycle Starts and Stops with You (Kurzfilm; Produzentin)
- 2015: Move for Freedom (Kurzfilm; Filmschnitt/Montage, Co-Regie, Produzentin)
- 2015: 1000 Times (Fernsehfilm; Filmschnitt/Montage, Regie, Produzentin)
- 2015: Metanoia (Kurzfilm; Produzentin)
- 2016: Woodsrider (Filmschnitt/Montage, Produzentin)
- 2017: #StrandedByVanity (Fernsehfilm; Filmschnitt/Montage, Regie, Drehbuch, Produzentin)
- 2017: The Cromarties (Fernsehserie, 6 Folgen; Segment-Produzentin)
- 2019: From There to Here (Kurzfilm; Filmschnitt/Montage, Regie, Produzentin)
- 2022: The Fix (Fernsehserie, 8 Folgen; Assoziierte Produzentin/Außenproduzentin)
- 2023: Branché (Kurzfilm; Regie, Produzentin)
- 2024: Death by Numbers (Dokumentar-Kurzfilm; Produzentin)
- 2025: The Librarians (Produzentin)

## Auszeichnungen
- Oscarverleihung 2025: Oscarnominierung in der Kategorie „Bester Dokumentar-Kurzfilm“
für und mit Death by Numbers gemeinsam mit Kim A. Snyder